# Де ла Барр де Нантёй, Агнес
Агнес де ла Барр де Нантёй (фр. Agnès de La Barre de Nanteuil; 17 сентября 1922, Нёйи-сюр-Сен — 13 августа 1944, Паре-ле-Моньяль) — французская деятельница Движения Сопротивления во Второй мировой войне.

## Биография

### Ранние годы
Старшая дочь Габриэля де ла Барр де Нантёй (1891—1942) и Сабины Кошан (1899—1972). Родители — выходцы из северного Парижа, потомки депутатов королевских Генеральных штатов и некоторых министров королевской Франции. К тому моменту в семье уже были дети: Луиз, Клод, Мари и Жозеф. Выросла между Парижем и Бретанью в замке де Руньяк-а-Теи, куда с семьёй переехала в 1937 году. Училась в городе Ванн, мечтая стать преподавателем английского языка и не меньше желая заниматься медицинской или социальной деятельностью. Отличалась состраданием и готовностью помочь. Участвовала в различных молодёжных движениях, состояла в объединении гидов Франции, Католическом содействии и объединении студенток-христианок.

### Во время войны
В 1940 году после капитуляции Франции отец Агнес вступил в Движение Сопротивления, участвуя в партизанском движении на севере. На следующий год Агнес приняла участие в эвакуации группы английских лётчиков, которые скрылись в лесах (ей в этом помогала её мать): усилиями семьи Агнес в Англию перебрались около 30 человек. В 1942 году под именем Клод Агнес стала связистом у капитана 2 ранга Поля Шеналье (1904—1960). Обеспечивая связь между этим человеком, известным как «полковник Морис» (фр. Colonel Morice) и генералом Луи-Александром Одибером (1874—1955), она скрывалась в госпитале ордена августинцев в городе Малеструа, а также работала там во втором бюро как государственный сотрудник Тайной армии (ещё одна партизанская организация). С ней работала и младшая сестра Катрин (1924—1992). После авианалётов и бомбардировок в сентябре 1943 года Агнес участвовала в транспортировке раненых в больницу Нанта и через Испанию выбралась в Алжир. Будучи в подполье, она получила фальшивые документы, чтобы легально работать в Редоне, Кестембере, Париже и Малеструа.

### Гибель
13 марта 1944 была завершена постройка для партизан-маки, начатая силами Агнес. В тот же день, возвращаясь с утренней мессы, в городе Ванн в своём же родном доме Агнес была арестована гестаповцами без предупреждения и отправлена в тюрьму. Своей матери, братьям и сёстрам она велела не плакать на глазах у гестаповцев. В Ренне Агнес подвергалась избиениям и пыткам, однако на допросах никого не выдавала. Сокамерники говорили о ней:

В ней такая сильная вера, что просто невозможно оставаться безнадёжным, стоя перед ней!
Оригинальный текст (фр.)Elle avait un telle foi qu’on ne pouvait vivre près d’elle sans espoir!

Агнес была посажена в поезд в Ренне с двумя тысячами заключённых, который должен был перевезти их в концлагерь, однако по пути поезд был атакован с воздуха. Агнес была ранена и скончалась в Паре-ле-Моньяль.

### Память
Посмертно Агнес де ла Барр де Нантёй была награждена Медалью сопротивления. Награду Шарль де Голль вручал её младшему брату Бенедикту (1929—2009). В распоряжении от 11-го региона говорилось следующее:

Секретарь и агент связи в командовании департамента Морбиан, Агнес де ла Барр де Нантёй защищала самые уязвимые каналы связи. Раскрытая и подвергнутая пыткам гестапо, она героически хранила молчание. Убита по пути в Германию, но показала свою патриотическую веру, которую будут помнить Внутренние французские силы и Французские стрелки-партизаны.
Оригинальный текст (фр.)Secrétaire et agent de liaison du commandement départemental du Morbihan, Agnès de La Barre de Nanteuil assura les liaisons les plus périlleuses. Dénoncée et torturée par la Gestapo, elle garda héroïquement le silence. Tuée au cours de son transfert en Allemagne, elle fit montre d’une foi patriotique dont ses compagnons FFI et FTP garderont le souvenir.

На её могиле есть надпись «Умерла за Францию» (фр. Morte pour la France). Агнес считается покровительницей 26-го корпуса Военной школы технического и административного корпуса в Сен-Сир Кёткидане.